# Василенко, Фёдор Емельянович
Фёдор Емельянович Василенко (1911—1983) — гвардии майор Советской Армии, участник советско-финской и Великой Отечественной войн, Герой Советского Союза (1944).

## Биография
Фёдор Василенко родился 18 сентября 1911 года в селе Красногоровка (ныне — Великобагачанский район Полтавской области Украины) в крестьянской семье. В 1933 году он окончил педагогический техникум. В том же году Василенко был призван на службу в Рабоче-крестьянскую Красную Армию. В 1938 году Василенко окончил школу лётчиков-наблюдателей. Принимал участие в советско-финской войне. С июня 1941 года — на фронтах Великой Отечественной войны. В 1942—1943 годах Василенко принимал участие в бомбардировках Кёнигсберга, Тильзита, Инстербурга, Данцига. В 1943 году он вступил в ВКП(б). К марту 1944 года гвардии капитан Фёдор Василенко был штурманом эскадрильи 10-го гвардейского авиаполка 3-й гвардейской авиадивизии 3-го гвардейского авиакорпуса АДД СССР.
К марту 1944 года Василенко совершил 218 боевых вылетов на бомбардировку вражеских объектов.
Указом Президиума Верховного Совета СССР от 13 марта 1944 года за «образцовое выполнение боевых заданий командования на фронте борьбы с немецкими захватчиками и проявленные при этом мужество и героизм» гвардии капитан Фёдор Василенко был удостоен высокого звания Героя Советского Союза с вручением ордена Ленина и медали «Золотая Звезда» за номером 3283.
Последний свой боевой вылет Василенко совершил 28 апреля 1945 года на бомбардировку противника в Берлине. После окончания войны он продолжил службу в Советской Армии. В 1947 году Василенко окончил курсы усовершенствования комсостава авиаэскадрилий, был штурманом полка дальних бомбардировщиков. В 1956 году в звании майора он был уволен в запас. Проживал в Полтаве, скончался 24 августа 1983 года, похоронен на полтавском Центральном кладбище.
Был также награждён четырьмя орденами Красного Знамени, орденами Отечественной войны 1-й степени и Красной Звезды, а также рядом медалей.